# Melithaeidae
Die Melithaeidae sind eine Familie der Achtstrahligen Korallen (Octocorallia), die im Indopazifik in flachen und mäßig tiefen Meeresregionen vorkommt. Eine Art lebt im tropischen Westatlantik.

## Merkmale
Wie fast alle Oktokorallen bilden die Arten der Familie Melithaeidae Kolonien, die aus vielen Einzelpolypen mit jeweils acht Tentakeln bestehen. Die aufrecht stehende Kolonien sind stark verzweigt, planar (zweiseitig) oder buschig und mehr oder weniger wirr. Die Zweige können eine blattförmige Form annehmen oder hohl sein. Die zentrale Skelettachse besteht aus zusammengewachsenen Skleriten, die in eine proteinhaltige oder kalzitische Matrix eingebettet sind. In der Skelettachse können sich starre Abschnitt (Internodien) aus mit Calcit verbundenen Skleriten und proteinhaltige, Sklerite enthaltende, flexible Knoten immer wieder abwechseln. Die Polypen sind monomorph. Sie sind flächendeckend, nur an den Zweigenden oder biserial an gegenüberliegende Seiten der Zweige angeordnet. Sie können sich in das Coenenchym oder in Polypenkelche zurückziehen. In der zentralen Skelettachse haben die Sklerite die Form von Nadeln, Spindeln oder von gewundenen, verzweigten oder zigarrenförmigen Stäbchen mit oder ohne Tuberkeln. In den Polypen sind die Sklerite gebogene Spindeln, gelegentlich keulenförmig und kragenartig angeordnet. Die Sklerite in den Tentakeln sind abgeflachte, gebogene Spindeln oder halbmondförmige Schuppen. Die Sklerite der Polypenkelche und der Außenhaut des Coenenchyms sind mit Höckern versehene Spindeln oder Ovale, Keulen, Sphäroide oder Scheiben. Die Sklerite sind in der Regel auffällig gefärbt. Die meisten Arten der Familie leben nicht mit Zooxanthellen in einer Endosymbiose und sind ausschließlich auf planktonische Nahrung angewiesen; einige wenige beziehen einen Teil ihrer Nährstoffe über die symbiontischen Zooxanthellen.

## Gattungen
Zur Familie Melithaeidae gehören fünf Gattungen:
- Alertigorgia Kükenthal, 1908
- Asperaxis Alderslade, 2006
- Iciligorgia Duchassaing, 1870
- Melithaea Milne Edwards, 1857
- Solenocaulon Gray, 1862